# Delftia rhizosphaerae
Delftia rhizosphaerae es una especie de  bacteria gramnegativa del género Delftia. Fue descrita en el año 2017. Su etimología hace referencia a rizosfera. Es aerobia y móvil por flagelo polar. Contiene gránulos de β-hidroxibutirato. Tiene un tamaño de 0,8-1,0 μm de ancho por 2,1-2,5 μm de largo. Catalasa y oxidasa positivas. Forma colonias blanquecinas, redondas, lisas y convexas en agar TSA y NA tras 48 horas de incubación. Temperatura de crecimiento entre 4-30 °C, óptima de 28 °C. Puede crecer en presencia del 1% de NaCl. Tiene un contenido de G+C del 66,4%. Se ha aislado de la rizosfera de la planta Cistus ladanifer en España.